# Åvalla
Åvalla (även kallat Brobacka) är ett före detta kommunhus i Sjundeå, Finland. Huset byggdes av Sjundeå allmogeförening som föreningslokal år 1907 och ligger i Sjundeå kyrkby vid Kyrkån. Åvalla fungerade som Sjundeås kommunhus mellan år 1918 och 1990. Byggnaden är skyddad som en kulturbyggnad och finns med i Sjundeå kommuns lista över kulturhistoriskt värdefull bebyggelse. Sedan 2015 fungerar huset som ett privathem.

## Historia
Sjundeå allmogeförening byggde Brobacka, som senare började kallas Åvalla, som sitt föreningshus i Sjundeå kyrkbyn år 1907. Föreningen fick hjälp från Svidja slotts ägare August Wrede af Elimä som stödde byggandet av Åvalla med 9 000 finska mark. 
År 1918 sålde Sjundeå allmogeförening Åvalla till Sjundeå kommun som kommunhus. Sjundeå sockenstuga mittemot S:t Petri kyrka hade blivit för liten för kommunens administration och sockenstugan från 1876 var redan i dålig skick. Därför hade kommunen ett behov av nya lokaler. Sjundeå stationssamhälle växte och blev snart den största tätort i kommunen. Efter Porkalaparentesens tid blev stationsområdet en del av Sjundeå igen och kommunen började tänka på att flytta kommunhuset och kommunkansliet till Sjundeå station. År 1990 invigdes Sjundeås nya kommunhus vid Sjundeå station. Kommunen fick därmed en ny, större och modern lokal. Sjundeå kommun behöll ändå Åvalla en lång tid. Lokal scouter, Sjundeå strömstarar (finska: Siuntion koskikarat), använde byggnaden som scoutlokal för en liten tid. 
År 2015 sålde Sjundeå kommun Åvalla till en privatperson för cirka 60 000 euro.